# Agrupación de los Amigos de Durruti
La Agrupación de los Amigos de Durruti fue un grupo anarquista español, creado el 15 de marzo de 1937 por Jaime Balius, Félix Martínez y Pablo Ruiz, como reacción al decreto de militarización de las milicias dictado por el gobierno de la República, y que editará (a partir de mayo de 1937 y hasta febrero de 1938) el periódico El Amigo del Pueblo, ilegalizado tras la publicación de sus primeros números e inspirado en L'Ami du Peuple de Marat. Llegó a tener alrededor de 5000 militantes.

## Historia
Desde el comienzo de la Revolución Española de 1936, elementos del movimiento anarquista español expresaron dudas e incluso oposición a la política de la dirección de la CNT-FAI. A medida que la guerra civil española se prolongaba, surgieron frustraciones dentro del movimiento, ya que comenzaron a sentir que estaban perdiendo su influencia sobre la dirección de los acontecimientos. Esto se exacerbó cuando la CNT se unió al gobierno del Frente Popular, en una medida que fue rechazada por algunos sectores del movimiento anarquista. A principios de marzo de 1937, 1,000 milicianos abandonaron el Frente de Aragón en protesta por el decreto del gobierno para su militarización en el Ejército Republicano Español.

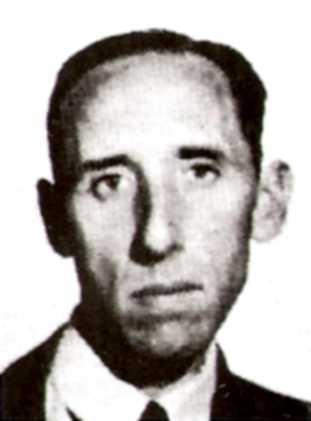
Jaume Balius i Mir, fundador y vicesecretario de los Amigos de Durruti

En Barcelona, algunos miembros de esta corriente convergieron en un pequeño grupo que llamó abiertamente a las bases anarquistas a desobedecer a los líderes de sus organizaciones. Tres de las figuras destacadas de este grupo fueron: Francisco Carreño, anarquista argentino que se había unido a la Columna Durruti, pero que no se unió a la lucha en el frente de Madrid; Pablo Ruíz, un trabajador textil ajeno a ningún grupo anarquista del que muchos anarquistas sospechaban que era un informante; y ca , un ex Nacionalista catalán que se hizo famoso publicando una serie de artículos radicales nihilista en el periódico de la CNT.
La agrupación se formó a partir de la confluencia de una corriente que se pronunciaba, desde la misma prensa de la CNT, contra la colaboración con el gobierno, y otra corriente integrada por milicianos, que volvió a Barcelona para luchar contra la militarización de las milicias; así, la mayor parte de los integrantes de la nueva agrupación serán antiguos miembros de la Cuarta Agrupación de la Columna Durruti, al frente de la cual habían estado Pablo Ruiz, Progreso Ródenas y Eduardo Cerveró, entre otros.
El 15 de marzo de 1937, Félix Mártinez y Jaume Balius i Mir, asociados del periódico de la CNT La Noche (Barcelona), fundaron el Grupo Amigos de Durruti. Declararon que su objetivo era combatir las políticas "contrarrevolucionarias" de la dirección de la CNT-FAI, publicando una serie de folletos que defendían su causa. También se aliaron estrechamente con la pequeña organización trotskista conocida como los bolcheviques-leninistas, que estaban afiliados a la Cuarta Internacional. Balius negaría que compartieran miembros, a pesar de las afirmaciones comunistas de que el grupo estaba controlado por los trotskistas.
Desde sus inicios, el grupo publicó panfletos denunciando a la dirección de la CNT por "colaboracionismo" con la "contrarrevolución estalinista", pidiendo en cambio un gobierno constituido únicamente por la CNT y la UGT. A finales de abril de 1937, el grupo pegó sus lemas en las paredes de toda Barcelona, obteniendo el apoyo del POUM, que estuvo de acuerdo con sus propuestas de poder obrero. Según Balius, a principios de mayo de 1937, la organización contaba entre 4.000 y 5.000 miembros.
Desde su constitución formal, el 17 de marzo, hasta el 3 de mayo, la Agrupación efectuó diversos mítines (en el Teatro Poliorama el 18 de abril y en el Teatro Goya el 2 de mayo), lanzó diversos manifiestos y octavillas, exigiendo la liberación del dirigente libertario Francisco Maroto del Ojo, saboteó la intervención de Federica Montseny en el mitin de la Monumental del 11 de abril y llenó los muros de Barcelona con carteles que explicaban su programa. También se aliaron estrechamente con la pequeña organización trotskista conocida como los bolcheviques-leninistas, que estaban afiliados a la Cuarta Internacional. Balius negaría que compartieran cualquier miembros, a pesar de las afirmaciones comunistas de que el grupo estaba controlado por los trotskistas.
El ensayista Miquel Amorós (La Revolución traicionada) identifica las Jornadas de mayo de 1937 en Barcelona con la acción revolucionaria de los Amigos de Durruti. Según este autor, los Amigos de Durruti fue el único grupo político en toda la zona republicana con un auténtico programa revolucionario capaz de fijar objetivos a la revolución espontánea de las masas de julio de 1936 y que se agotó tras los "hechos de mayo" debido a las acciones contrarrevolucionarias de los estalinistas aliados a la burguesía republicana y a los ministros de la CNT (Federica Montseny, García Oliver, etc.).
El programa de los Amigos de Durruti incluye:
- La destrucción de la economía capitalista y de cualquier forma de Estado, y el establecimiento del comunismo libertario.
- La sustitución del Estado y del capitalismo por los sindicatos como instituciones económicas, los municipios como instituciones políticas y la federación por la base como medio de establecer vínculos entre sindicatos y municipios.

Desde sus inicios, el grupo publicó panfletos denunciando a la dirección de la CNT por "colaboracionismo" con la "contrarrevolución estalinista", pidiendo en cambio un gobierno constituido únicamente por la CNT y la UGT. A finales de abril de 1937, el grupo pegó sus lemas en las paredes de toda Barcelona, obteniendo el apoyo del POUM, que estuvo de acuerdo con sus propuestas de poder obrero. Según Balius, a principios de mayo de 1937, la organización contaba entre 4.000 y 5.000 miembros.

### Días de mayo
El 3 de mayo, tras un ataque contra el edificio de Telefónica por parte de los guardias de asalto Cuerpo de Seguridad y Asalto liderados por los comunistas, la gente de toda Barcelona comenzó a construir barricadas y estalló un conflicto civil entre las fuerzas gubernamentales y los anarquistas. El Grupo Amigos de Durruti, junto con sus aliados en el POUM y los bolcheviques-leninistas, rápidamente se unieron acción.
Cuando Joan García i Oliver y Federica Montseny apelaron al alto el fuego, Los Amigos de Durruti y los bolcheviques-leninistas redoblaron sus esfuerzos para mantener el conflicto.  El Grupo de Amigos de Durruti distribuyó folletos entre las barricadas, exigiendo: el desarme de las fuerzas armadas del estado; la disolución de todos los partidos políticos que se les opusieran; la ejecución de los responsables del conflicto; y la formación de una junta revolucionaria, en forma de gobierno CNT-FAI-POUM. El POUM publicó el folleto del grupo en su periódico La Batalla, y el grupo rápidamente recibió elogios por sus propuestas por parte del líder trotskista español Grandizo Munis, quien afirmó que los folletos del grupo "correspondían enteramente" con los propios folletos de los trotskistas.
El 5 de mayo, durante las llamadas Jornadas de mayo de 1937, publica una octavilla que declaraba que "Ha sido constituida una Junta Revolucionaria en Barcelona. Todos los responsables del golpe de Estado, que maniobran bajo protección del gobierno, serán ejecutados. El POUM será miembro de la Junta Revolucionaria porque ellos apoyaron a los trabajadores". Tanto la CNT como la FIJL rechazan participar en la iniciativa de la Agrupación, pero su aproximación al POUM (partido comunista antiestalinista) le acarrearía como consecuencia el que la sede de la Agrupación fuera clausurada y sus principales responsables encarcelados reiteradamente, aunque siempre por periodos breves. La Agrupación sobrevivirá de mejor o peor forma hasta mediados de 1938.
Por sus fallidos intentos de formar una junta revolucionaria, los Amigos de Durruti fueron denunciados como agentes provocadores por los comités regionales de la CNT-FAI, que reiteraron los llamamientos a un alto el fuego. Esto a su vez fue repudiado por los Amigos de Durruti, quienes reclamaron "autoridad moral" y alentaron a la gente a seguir luchando contra el gobierno. La dirección del POUM también fue criticada por el trotskista estadounidense Felix Morrow, quien los denunció por no haber defendido a los Amigos de Durruti de las "calumnias". porque un alto el fuego de ambos lados puso fin al conflicto armado el 7 de mayo, cuando los revolucionarios se retiraron de las barricadas y los guardias de asalto ocuparon la ciudad.
Según el historiador Robert J. Alexander, el Grupo Amigos de Durruti realmente "no tuvo nada que ver con los Sucesos de Mayo", señalando que no tuvieron éxito en sus llamamientos para que los anarquistas permanecieran en las barricadas. Sin embargo, más tarde el Partido Comunista culparía al grupo por el levantamiento de mayo, quien denunció al grupo por alentar el "trotskismo criminal" en El Noticiero Universal. El comunista británico John Langdon-Davies incluso negó el carácter anarquista de las Jornadas de Mayo, alegando que en realidad había sido un golpe trotskista y que Los Amigos de Durruti eran una organización fachada trotskista. El POUM también fue duramente reprimido a raíz de las Jornadas de Mayo, en una campaña dirigida por los comunistas que fue condenada tanto por Secretario general de la CNT Marià Rodríguez i Vázquez como por los Amigos de Durruti, este último advirtió que los militantes de la CNT-FAI podrían ser el siguiente objetivo de la represión política campaña.

### Últimas acciones y ocaso
A raíz de las Jornadas de Mayo, el grupo comenzó a publicar el periódico clandestino El Amigo del Pueblo, que lleva el nombre del periódico revolucionario francés L'Ami du peuple. Su primer número comenzó acusando a los comités regionales de la CNT-FAI de haber "traicionado a los trabajadores y a la revolución".Revolución francesa Esto fue rápidamente denunciado por la CNT-FAI y los miembros del grupo fueron formalmente expulsados de las organizaciones anarquistas. En las páginas de Fragua Social, la CNT también etiquetó al propio Balius como marxista, término que Balius rechazó pero nunca logró disipar de la conciencia popular. El representante del AIT, Helmut Ruediger, fue más allá en sus propias denuncias, caracterizando al grupo como "bolchevique-fascista".
El Amigo del Pueblo continuó publicándose hasta finales de 1938,  y Balius afirmó que su circulación máxima fue de alrededor de 15,000. Ese año, el grupo también publicó su folleto Hacia una nueva revolución, que circuló entre 30.000 y 50.000 copias,  y más tarde llegó a ser conocido como "el segundo texto central del Plataformismo". A partir de la propuesta de Mijaíl Bakunin de una fuerza de combate federada, el grupo reiteró sus llamamientos para el establecimiento de una Junta Revolucionaria, capaz de gestionar el esfuerzo bélico y supervisar la revolución. Rechazando la colaboración con las fuerzas capitalistas, también pidieron que se confiscaran las armas y las finanzas del Estado, lo que permitiría la reestructuración de las fuerzas armadas y la economía. El folleto fue interpretado por el trotskista estadounidense Félix Morrow como una "ruptura consciente con el antiestatismo del anarquismo tradicional", debido a su defensa de una junta revolucionaria como órgano de poder capaz de derrocar al capitalismo. La caracterización de Morrow fue cuestionada por el sociólogo sudafricano Lucien van der Walt, quien afirmó que en cambio representaba una "reafirmación de las perspectivas tradicionales. del anarquismo", señalando su base en el anarcosindicalismo.
Aunque el análisis del grupo sobre los fallos estratégicos del movimiento anarquista español fue retomado posteriormente por el historiador de la CNT José Peirats, según Robert J. Alexanderel grupo "nunca se convirtió en una fuerza significativa dentro del movimiento anarquista". El miembro del POUM Juan Andrade describió más tarde a los "ultrarrevolucionarios" Amigos de Durruti como "un monumento de confusión ideológica" que finalmente no tuvo ningún efecto político.  El propio líder bolchevique-leninista Grandizo Munis elogió más tarde al grupo por evolucionar del anarquismo al marxismo, comparando su idea de la junta revolucionaria a los de los Soviético (consejo), mientras también los critica por falta de "claridad política".
En 1939 surgirá una reelaboración de la misma agrupación, el Grupo franco-español de "Los Amigos de Durruti", reconstituido y disuelto en varias ocasiones y que empezaría a editar en 1961 desde Francia una nueva serie del periódico El Amigo del Pueblo, de mucha menor difusión.

## Números deEl Amigo del Puebloy evolución de la Agrupación

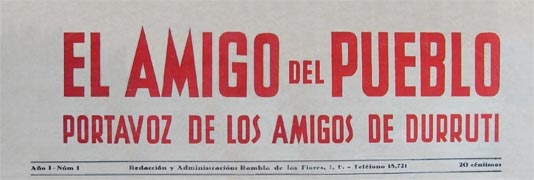
El Amigo del Pueblo, órgano de prensa de Amigos de Durruti

Un recorrido por los principales textos de los que fuera responsable la Agrupación nos permite pormenorizar en su historia:
- Número 1 - 19 de mayo de 1937
- Número 2 - 26 de mayo de 1937
- Número 3 - 12 de junio de 1937
- Número 4 - 22 de junio de 1937
- Número 5 - 20 de julio de 1937
- Número 6 - 12 de agosto de 1937
- Número 7 - 31 de agosto de 1937
- Número 8 - 21 de septiembre de 1937
- Número 9 - 20 de octubre de 1937
- Número 10 - 8 de noviembre de 1937
- Número 11 - 20 de noviembre de 1937
- Número 12 - 1 de febrero de 1938

Encontramos en sus páginas desde el primer momento un rechazo frontal a las medidas tomadas por el Estado al objeto de volver a una situación prerrevolucionaria; en los números de mayo a julio se reivindicarán las luchas revolucionarias de mayo, rechazando reiteradamente las acusaciones vertidas desde muchos sectores calificándoles de "agentes provocadores e irresponsables", se denunciará la censura en la prensa escrita y las calificadas como "maniobras contra-revolucionarias".
En septiembre de 1937, cuerpos integrados en el Ejército Popular, muchos de los cuales habían sido previamente parte de las milicias de la CNT, toman la población de Belchite, lo que será reivindicado desde las páginas de El Amigo del Pueblo como obra de las "fuerzas confederadas", a la vez que se sigue denunciando la constante represión sufrida por el grupo. 
En muchos de sus números lanzan proclamas en favor de la CNT y la FAI, pese a tener numerosos puntos de desencuentro con ambas. Igualmente se incide en la necesidad de volver a "las experiencias de las jornadas de julio y de mayo".
Diversos estudiosos consideran que los Amigos de Durruti estaban en un proceso de ruptura ideológica con el anarquismo moderado, y que tras la experiencia de la lucha de clases en la Guerra Civil giraban a la izquierda en dirección a un anarquismo más organizado y estratégico. Estos faístas, decepcionados con la colaboración de la anarcosindicalista CNT, dominada en aquella época por su sector más moderado, con el gobierno democrático-capitalista, llegaron a reflexiones repentinas como la siguiente:

"La unidad antifascista no ha sido más que la sumisión a la burguesía...Para vencer a Franco, hacía falta vencer a Companys y Caballero. Para vencer al fascismo, hacía falta aplastar a la burguesía y a sus aliados stalinistas y socialistas. Era necesario destruir completamente el Estado capitalista e instaurar un poder obrero surgido de los comités de base de los trabajadores. El apoliticismo anarquista ha fracasado"
(citado en "La revolución española (1931-1939)" de Pierre Broué)